# Relax-GAM
Relax-GAM (código UCI: REG) foi uma equipa ciclista espanhola, desde o 2005 de categoria Profissional Continental, candidato a convites em provas do UCI ProTour e outras de máximo nível. Esta equipa aragonêsa caracterizava-se pela ambição e a luta de ciclistas jovens, frequentemente lutando por conseguir vitórias de etapa em diversas provas do calendário ciclista espanhol. Em seus últimas anos, até 2007, contou com o patrocínio da empresa de colchões Relax, a empresa asturiana GAM e a Prefeitura de Fuenlabrada.

## Corredor melhor classificado nas Grandes Voltas
| Ano  | Giro d'Italia            | Tour de France       | Volta a Espanha                 |
| ---- | ------------------------ | -------------------- | ------------------------------- |
| 1984 | -                        | -                    | 38.º Ludo Loos                  |
| 1985 | -                        | -                    | 56.º Francisco Espinosa Sempere |
| 1986 | -                        | -                    | 11.º Lucien van Impe            |
| 1987 | -                        | -                    | 46.º Mariano Sánchez Martínez   |
| 1988 | -                        | -                    | 37.º Javier Castellar           |
| 1989 | 8.º Marco Giovannetti    | -                    | 16.º Jesús Blanco Villar        |
| 1990 | 3.º Marco Giovannetti    | 63.º Vicente Ridaura | 1.º Marco Giovannetti           |
| 1991 | 32.º Ronan Pensec        | -                    | 8.º Piotr Ugriúmov              |
| 1992 | 20.º Piotr Ugriúmov      | -                    | 19.º Piotr Ugriúmov             |
| 1993 | -                        | -                    | 25.º Jesús Blanco Villar        |
| 1994 | -                        | -                    | 8.º Luis Pérez García           |
| 1995 | 65.º Juan Carlos Vicario | -                    | 15.º José Manuel Uría           |
| 1996 | 74.º José Manuel Uría    | -                    | 14.º Daniel Clavero             |
| 1997 | -                        | -                    | 6.º Daniel Clavero              |
| 1998 | -                        | -                    | 39.º Juan Carlos Vicario        |
| 1999 | -                        | -                    | 28.º Juan Carlos Vicario        |
| 2000 | -                        | -                    | 76.º Pedro Díaz Lobato          |
| 2001 | -                        | -                    | 42.º Óscar Laguna               |
| 2002 | -                        | -                    | 35.º Nacor Burgos               |
| 2003 | -                        | -                    | 20.º Josep Jufré                |
| 2004 | -                        | -                    | 20.º Luis Pasamontes            |
| 2005 | -                        | -                    | 14.º Josep Jufré                |
| 2006 | -                        | -                    | 25.º José Miguel Elías          |
| 2007 | -                        | -                    | 12.º Dani Moreno                |

## Material ciclista
A equipa utilizou bicicletas Otero (1993-1995), Zullo (1996), Macario (1997-2001), BH (2002-2003), Ridley (2004) e Gios (2005-2007).

## Sede
A equipa tinha sua sede em Madri (Avenida General Peron 22, 1 °C).

## Classificações UCI
A União Ciclista Internacional elaborava o Ranking UCI de classificação dos ciclistas e equipas profissionais.
Até ao ano de 1998, a classificação da equipa e do seu ciclista mais destacado foi a seguinte:
| Ano  | Classificação por equipas | Melhor corredor na classificação individual | Posição |
| 1993 | ??                        | ??                                          | ??      |
| 1994 | ??                        | ??                                          | ??      |
| 1995 | 27º                       | Marcel Wust                                 | 88º     |
| 1996 | 34º                       | Marcel Wust                                 | 117º    |
| 1997 | 24º                       | Daniel Clavero                              | 47º     |
| 1998 | 37º                       | Uwe Peschel                                 | 165º    |

A partir de 1999 e até 2004 a UCI estabeleceu uma classificação por equipas divididas em três categorias (primeira, segunda e terceira). A classificação da equipa do seu ciclista mais destacado foi a seguinte:
| Ano  | Categoria | Classificação por equipas | Melhor corredor na classificação individual | Posição |
| 1999 | Segunda   | 22º                       | Carlos Vicario                              | 463º    |
| 2000 | Segunda   | 20º                       | Martín Garrido                              | 344º    |
| 2001 | Segunda   | 14º                       | Juan Antonio Flecha                         | 110º    |
| 2002 | Segunda   | 8º                        | Benjamín Noval                              | 220º    |
| 2003 | Segunda   | 6º                        | Josep Jufré                                 | 104º    |
| 2004 | Primeira  | 24º                       | Bert Roesems                                | 111º    |

A partir de 2005 a UCI instaurou os Circuitos Continentais da UCI, onde a equipa esteve desde que se criou dita categoria, registado dentro do UCI Europe Tour. Estando nas classificações do UCI Europe Tour Ranking, UCI America Tour Ranking e UCI Asia Tour Ranking. As classificações da equipa e do sua ciclista mais destacado são as seguintes:
| Temporada                | Classificação por equipas | Melhor corredor na classificação individual | Posição |
| 2005 (Europe Tour)       | 32º                       | Daniel Moreno                               | 100º    |
| 2005-2006 (Africa Tour)  | 3º                        | David George                                | 7º      |
| 2005-2006 (Ásia Tour)    | 3º                        | David George                                | 7º      |
| 2005-2006 (Europe Tour)  | 49º                       | Daniel Moreno                               | 23º     |
| 2006-2007 (America Tour) | 21º                       | Francisco Mancebo                           | 113º    |
| 2006-2007 (Ásia Tour)    | 9º                        | Francisco Mancebo                           | 38º     |
| 2006-2007 (Europe Tour)  | 9º                        | Óscar Sevilla                               | 22º     |

## Palmarés

### Palmarés de 2007
UCI ProTour
| Datas       | Carreiras                        | Ganhador      |
| 11 de abril | 3.ª etapa da Volta ao País Basco | Ángel Vicioso |
| 24 de maio  | 4.ª etapa da Volta à Catalunha   | Óscar Sevilla |

Circuito Continental
| Datas         | Carreiras                                    | Ganhador          |
| 28 de janeiro | 5.ª etapa do Tour de San Luis                | Daniel Moreno     |
| 22 de março   | 7.ªb etapa da Volta por um Chile Líder (CRI) | Francisco Mancebo |
| 3 de maio     | 1.ª etapa da Volta às Astúrias               | Ángel Vicioso     |
| 22 de junho   | 2.ª etapa da Ruta del Sur                    | Óscar Sevilla     |
| 24 de junho   | Ruta del Sur                                 | Óscar Sevilla     |
| 18 de julho   | 1.ª etapa da Volta à Comunidade de Madri     | Ángel Vicioso     |
| 20 de julho   | 3.ª etapa da Volta à Comunidade de Madri     | Ángel Vicioso     |
| 10 de outubro | 4.ª etapa da Volta a Chihuahua               | Daniel Moreno     |
| 14 de outubro | Volta a Chihuahua                            | Francisco Mancebo |

## Plantel
Para anos anteriores, veja-se Elencos da Relax

### Elenco de 2007
| Nomeie                   | Nascimento | Nacionalidade | Equipa de 2006                   |
| Nacor Burgos             | 09/04/1977 | Espanha       | Relax-GAM                        |
| Mario de Sárraga         | 22/08/1980 | Espanha       | Relax-GAM                        |
| José Miguel Elías        | 15/01/1977 | Espanha       | Relax-GAM                        |
| Jorge García Marín       | 23/04/1980 | Espanha       | Relax-GAM                        |
| Raúl García de Mateos    | 25/07/1982 | Espanha       | Relax-GAM                        |
| Óscar García-Casarrubios | 07/06/1984 | Espanha       | Relax-GAM                        |
| Jesús Hernández          | 28/09/1981 | Espanha       | Relax-GAM                        |
| Jan Hruška               | 04/02/1975 | Chéquia       | 3 Molinos Resort                 |
| Denis Kudashev           | 04/06/1981 | Rússia        | Relax-GAM                        |
| Francisco Mancebo        | 09/03/1976 | Espanha       | Ag2r Prevoyance                  |
| José Rafael Martínez     | 19/04/1978 | Espanha       | Relax-GAM                        |
| Daniel Moreno            | 05/09/1981 | Espanha       | Relax-GAM                        |
| Jorge Pérez              | 15/09/1983 | Espanha       | Neoprofissional                  |
| Santi Pérez              | 05/08/1977 | Espanha       | Phonak Hearing Systems (em 2004) |
| Julián Sánchez Pimienta  | 26/02/1980 | Espanha       | Comunidade Valenciana            |
| Óscar Sevilla            | 29/09/1976 | Espanha       | T-Mobile                         |
| Joaquín Sobrinho         | 22/06/1982 | Espanha       | Neoprofissional                  |
| Francisco José Terciado  | 25/03/1981 | Espanha       | Relax-GAM                        |
| Ángel Vallejo            | 01/04/1981 | Espanha       | Relax-GAM                        |
| Ángel Vicioso            | 13/04/1977 | Espanha       | Liberty Seguros                  |